# Варда (Свети Јуриј в Словенских Горицах)
Варда (словен. Varda) је насељено место у општини Свети Јуриј в Словенских Горицах, Подравска регија, Словенија.

## Историја
До територијалне реорганизације у Словенији била је у саставу старе општине Ленарт.

## Становништво
У попису становништва из 2011. године, Варда је имала 107 становника.
| Број становника према пописима | Број становника према пописима | Број становника према пописима |
| ------------------------------ | ------------------------------ | ------------------------------ |
| 1991                           | 2002                           | 2011                           |
| 78                             | 102                            | 107                            |